# Transposición de Claisen
La transposición de Claisen (que no debe confundirse con la condensación de Claisen) es una  reacción química orgánica pericíclica, que forma enlaces carbono-carbono. Fue descubierta por Rainer Ludwig Claisen. El calentamiento de un alil vinil éter iniciará una reordenación sigmatropica [3,3] para dar un carbonilo γ, δ-insaturado.
Fue descubierto en 1912, el reordenamiento de Claisen es el primer ejemplo registrado de una transposición sigmatrópica [3,3].

## Mecanismo
La transposición de Claisen es una reacción pericíclica exotérmica concertada. Las reglas de Woodward-Hoffmann muestran una ruta de reacción suprafacial, estereoespecífica. La cinética es de primer orden y toda la transformación procede a través de un estado de transición cíclico intramolecular altamente ordenado. Los experimentos cruzados eliminan la posibilidad de que la transposición ocurra a través de un mecanismo de reacción intermolecular y son consistentes con un proceso intramolecular.
Se observan efectos sustanciales del disolvente en la transposición de Claisen, donde los disolventes polares tienden a acelerar la reacción en mayor medida. Los disolventes de enlace de hidrógeno dieron las constantes de velocidad más altas. Por ejemplo, las mezclas de solventes de etanol / agua dan constantes de velocidad 10 veces más altas que el sulfolano. Se ha demostrado que los reactivos de organoaluminio trivalentes, como el trimetilaluminio, aceleran esta reacción.

## Variaciones

### Transposición de Claisen Aromática
Reportada en alil aril éteres. La transposición de Claisen reportada es la transposición sigmatropica [3,3] , que rápidamente se tautomeriza a un fenol orto-sustituido.
La meta-sustitución afecta la regioselectividad de este reordenamiento. Por ejemplo, los grupos de extracción de electrones (como el bromuro) en la posición meta dirigen el reordenamiento a la posición orto (71% de producto orto), mientras que los grupos donadores de electrones (como el metoxi), reorganización directa a la posición para (69) % para producto). Además, la presencia de sustituyentes orto conduce exclusivamente a productos de reordenamiento para-sustituidos (reordenamiento en tándem de Claisen y Cope).
Si un aldehído o ácido carboxílico ocupa las posiciones orto o para, la cadena lateral alilo desplaza al grupo, liberándolo como monóxido de carbono o dióxido de carbono, respectivamente.

### Transposición de Bellus–Claisen
La transposición de Bellus-Claisen es la reacción de éteres alílicos, aminas y tioéteres con cetenas para formar ésteres, amidas y tioésteres γ, δ-insaturados. Esta transformación fue observada por casualidad por Bellus en 1979 a través de su síntesis de un intermediario clave de un insecticida piretroide. Las cetenas sustituidas con halógeno (R1, R2) se usan a menudo en esta reacción por su alta electrofilicidad. Se han desarrollado numerosos métodos reductores para la eliminación de los α-haloésteres, amidas y tioésteres resultantes. Es muy útil como estrategia de expansión de anillos.

### Transposición de Eschenmoser–Claisen
La transposición de Eschenmoser-Claisen se lleva a cabo calentando alcoholes alílicos en presencia de N, N-dimetilacetamida dimetil acetal para formar una amida γ, δ-insaturada. Esto fue desarrollado por Albert Eschenmoser en 1964. La principal aplicación de la trnasposición de Eschenmoser-Claisen se usó como un paso clave en la síntesis total de la morfina.
Mecanismo

### Transposición de Ireland–Claisen
La transposición de Ireland-Claisen es la reacción de un carboxilato alílico (éster tipo acrilato) con una base fuerte (como la diisopropilamida de litio) para dar un ácido carboxílico γ, δ-insaturado. La transposición se realiza a través del acetal de sililceteno, que se forma atrapando el enolato de litio con clorotrimetilsilano. Al igual que el método de Bellus-Claisen (arriba), la transposición de Ireland-Claisen puede tener lugar a temperatura ambiente y superior. Los acetales de sililcetena configurados con E y Z conducen a productos transpuestos anti y syn, respectivamente. Existen numerosos ejemplos de transposiciones enantioselectivas de Ireland-Claisen que se encuentran en la literatura para incluir reactivos de boro quirales y el uso de auxiliares quirales.

### Transposición de Johnson–Claisen
La transposición de Johnson–Claisen es la reacción de un alcohol alílico con un ortoéster para producir un éster γ, δ-insaturado. Los ácidos débiles, como el ácido propiónico, se han utilizado para catalizar esta reacción. Esta transposición a menudo requiere altas temperaturas (100–200 °C) y puede tardar entre 10 y 120 horas en completarse. Sin embargo, el calentamiento asistido por microondas en presencia de arcilla KSF o ácido propiónico ha demostrado incrementos dramáticos en la velocidad de reacción y los rendimientos.
Mecanismo:
La transposición de Claisen de aril éteres también se puede realizar como una reacción fotoquímica. Además del producto orto tradicional obtenido en condiciones térmicas (el producto de reordenamiento [3,3]), la variación fotoquímica también da al producto para (producto [3,5]), isómeros alternativos del grupo alilo (por ejemplo, [ 1,3] y [1,5] productos), y la pérdida simple del grupo éter, e incluso pueden reorganizar alquil éteres además de alil éteres. La reacción fotoquímica se produce a través de un proceso gradual de escisión de radicales seguido de formación de enlaces en lugar de una reacción pericíclica concertada, lo que permite la mayor variedad de posibles sustratos e isómeros del producto. Los resultados [1,3] y [1,5] del reordenamiento foto-Claisen son análogos al reordenamiento foto-Fries de los ésteres de arilo y compuestos de acilo relacionados.

## Modificaciones heteroatómicas

### Transposición Aza–Claisen
Un catión iminio puede servir como uno de los residuos con enlace π en la transposición.

### Oxidación crómica
El cromo puede oxidar los alcoholes alílicos a cetonas α, β-insaturadas en el lado opuesto del enlace insaturado del alcohol. Esto es a través de una reacción hetero-Claisen concertada, aunque existen diferencias mecanicistas ya que el átomo de cromo tiene acceso a d-orbitales que permiten la reacción bajo un conjunto de geometrías menos restringidas.

### Transposición de Chen–Mapp
La reacción de Chen-Mapp, también conocida como la transposición [3,3] -fosforimidato o reacción de Staudinger-Claisen, inserta un fosfito en lugar de un alcohol y aprovecha la reducción de Staudinger para convertirlo en una imina. La transposición de Claisen posterior es impulsada por el hecho de que un doble enlace P = O es más energéticamente favorable que un doble enlace P = N.

### Transposición de Overman
La transposición de Overman (llamada así por Larry Overman) es una transposición de Claisen de tricloroacetimidatos alílicos a tricloroacetamidas alílicas.
La transposición de Overman es aplicable a la síntesis de compuestos de diamino de vicinol a partir de dioles alílicos 1,2-vicinales.

### Transposición  de Claisen zwitteriónica
A diferencia de los reordenamientos de Claisen típicos que requieren calentamiento, los reordenamientos de Claisen zwitteriónicos tienen lugar a temperatura ambiente o por debajo de ella. Los iones de acilamonio son altamente selectivos para los enolatos Z en condiciones leves.

## Transposición de Claisen biológica
La enzima corismato mutasa (EC 5.4.99.5) cataliza la reorganización de Claisen del corismato a prefenato, un intermediario clave en la ruta biosintética hacia la síntesis de fenilalanina y tirosina.

## Vésase también
- Transposición de Carroll rearrangement
- Transposición de Cope